# Робърт Лоурънс
Робърт Хенри Лоурънс (на английски: Robert Henry Lawrence) е американски тест пилот и астронавт от USAF. Първият афроамериканец избран за подготовка и участие в космически полети.

## Образование
Робърт Лоурънс завършва колежа Englewood High School в родния си град през 1951 г. През 1955 г. се дипломира като бакалавър по химия в Университета „Брадли“, Пеория, Илинойс. През 1965 г. защитава докторат по физикохимия в Университета на Охайо.

## Военна кариера
Робърт Лоурънс постъпва на служба в USAF веднага след дипломирането си през 1955 г. Завършва школа за пилоти през 1956 г. През 1959 г. става инструктор. Известно време служи в американски авиобази в Германия. В кариерата си има над 2500 полетни часа, от тях - 2000 на реактивни самолети. Загива на 8 декември 1967 г. при катастрофа с изтребител F-104 Старфайтър.

## Астронавт на USAF
Робърт Лоурънс е избран за астронавт от USAF на 30 юни 1967 г., Група USAF MOL-3. През юли същата година започва обучението му в авиобазата Едуардс, Калифорния.

## Награди
- Медал за похвала на USAF;
- Медал за изключителна мисия на USAF.